# Peter Grubb
Peter Grubb (Ealing, 1942 – 23 dicembre 2006) è stato uno zoologo inglese.
Collaborò spesso con Colin Groves e descrisse alcuni nuovi taxa di mammiferi, tra cui Felis margarita harrisoni (una sottospecie del gatto delle sabbie), il muntjak giallo del Borneo, il cercopiteco dalla gola bianca della Nigeria, Cephalophus nigrifrons hypoxanthus, il cefalofo dalle zampe bianche, Cephalophus silvicultor curticeps, Cephalophus weynsi lestradei, il mosco del Kashmir e il colobo rosso del Delta del Niger.
Nacque a Ealing, West London. Suo padre William Grubb era un ricercatore di chimica della Imperial Chemical Industries divenuto in seguito insegnante di scienze in Scozia. Sua madre Anne Sirutis era una maestra di origine lituana. Sua sorella minore Katrina è un'artista. Dopo essersi laureato in zoologia alla University College di Londra, Grubb divenne assistente ricercatore presso il Wellcome Institute della Società Zoologica di Londra. Nei primi anni '60 si recò per tre anni a Saint Kilda (Scozia) per studiare le pecore di Soay per la sua tesi. Per questo lavoro, nel 1968 ricevette il Thomas Henry Huxley Award della Società Zoologica di Londra. Nello stesso anno, prese parte a una spedizione organizzata dalla Royal Society ad Aldabra, dove studiò in particolar modo le testuggini giganti. In seguito insegnò per dodici anni all'Università del Ghana. Tuttavia, l'oggetto principale delle sue ricerche fu la tassonomia e la biogeografia dei mammiferi africani.
Nel 1993 e nel 2005 contribuì alla pubblicazione di Mammal Species of the World, dove scrisse le parti riguardanti Artiodattili e Perissodattili. Scrisse anche vari articoli per Mammalian Species, la rivista della Società Americana di Mammalogia. Pubblicò varie opere sui mammiferi dell'Africa Occidentale (in particolar modo di Sierra Leone, Gambia e Ghana) e su facoceri, gerenuk e bufali. Nel 1993 contribuì alla pubblicazione della IUCN Pigs, Peccaries, and Hippos: Status Survey and Conservation Action Plan. Nel giugno del 2006 venne premiato con lo Stamford Raffles Award della Società Zoologica di Londra. Dopo due interventi chirurgici Peter Grubb morì di cancro nel dicembre del 2006, lasciando la moglie e due figli.
Nel 1977 il botanico Francis Raymond Fosberg battezzò una varietà di Portulaca presente su Cosmoledo Portulaca mauritiensis grubbii in onore di Grubb.